# Un dia. Mirall trencat
Un dia. Mirall trencat fou l'adaptació teatral de l'obra teatral Un dia i la novel·la Mirall trencat de la novel·lista Mercè Rodoreda i Gurguí que es representà entre el 5 de setembre fins al 19 d'octubre de 2008 al Teatre Borràs de Barcelona. La direcció de l'obra va anar a càrrec de Ricard Salvat i fou adaptada per Manel Molins i pel mateix Salvat.
En els crèdits figura com una producció d'El Corral de l'Olivera, nom que Salvat va adoptar per a la companyia creada per a aquesta ocasió, ja que és la denominació del teatre més antic dels Països Catalans, a València.

## Repartiment
| Actor/Actriu   | Personatge                   | Actor/Actriu                                                     | Personatge                                                       |
| -------------- | ---------------------------- | ---------------------------------------------------------------- | ---------------------------------------------------------------- |
| Rosa Novell    | Teresa Goday (edat avançada) | Alma Alonso                                                      | Pilar Segura / Maria                                             |
| Enric Majó     | Amadeu Riera                 | Miquel Agell                                                     | Anselm/ Sebastian Sánchez/ Cambrer/ Milicià                      |
| Rosa Vila      | Armanda                      | Manel Bartomeus                                                  | Feliu / Oncle de la Sofia                                        |
| Anna Sahun     | Teresa Goday (Jove)          | Joan Carles Suau                                                 | Quim /Màrius/ Mosso /Xòfer/Cambrer/Milicià                       |
| Daniela Feixas | Sofia                        | Babeth Ripoll                                                    | Minyona/Esposa d'Amadeu Riera                                    |
| Ivan Benet     | Salvador Valldaura           | David Segú                                                       | Mosso                                                            |
| Albert Alemany | Eladi Farriols               | Carlos Aguilar                                                   | Milicià                                                          |
| Araceli Bruch  | Eulàlia                      | Martí Malla — Martí Atanc                                        | Ramon (nen)                                                      |
| Ester Bové     | Bàrbara / Sílvia             | Georgina Avellaneda — Sofia Jiménez                              | Maria nena                                                       |
| Teresa Sánchez | Miquela                      | Guillermo Greuheras — Christian Par Wolder                       | Jaume (nen)                                                      |
| Eugeni Roig    | Jesús Masdeu / Ramon         | Font: Fulletó de l'obra "Un dia. Mirall Trencat" (Teatre Borràs) | Font: Fulletó de l'obra "Un dia. Mirall Trencat" (Teatre Borràs) |

## Crítica
Segons l'article d'opinió de l'escriptora i periodista Isabel-Clara Simó i Monllor, Un dia. Mirall Trencat fou el millor homenatge possible a Mercè Rodoreda. A més a més, ressalta la feina de l'adaptador principal, Ricard Salvat, per la «bellesa i amenitat» aconseguida en l'adaptació de la complexa novel·la en què partia. Finalment, conclogué:
| «                               | Avui, encara emocionada, no em puc estar de dir, en veu alta, gràcies a tots els qui heu fet possible aquest miracle. I a llançar una pregunta: per què no al Teatre Nacional? | » |
| — Isabel-Clara Simó, Diari Avui | |   |

Segons l'article d'opinió del crític Juan Carlos Olivares, considera que l'obra està formada per una barreja de virtuts i defectes. Opinà que aquella xarxa interior en què Rodoreda tanca als personatges i sobre ella mateixa, no va ser portat amb total encert a l'adaptació de Salvat, ja que aquell recurs psicològic no es veu amb claredat. A més a més, critica que fora molt escàs la intimitat escènica que requereix el recurs rodoredià en què dona veu a la memòria fent coincidir en una mateix pla escènic el món del vius i dels morts.
| «                                  | Però la deriva és imparable i el públic s'acomoda a un llarg espectacle digne en la forma i l'execució, però que li costa trobar la connexió poètica amb l'autora. Reconèixer l'esforç sense trobar l'emoció. | » |
| — Juan Carlos Olivares, Diari Avui | |   |

Segons el crític Joan-Anton Benach, l'obra és un tast de l'eloqüent «vigor creatiu» de Salvat que incorpora peculiars formes i llenguatges, com per exemple, moviments glaçats, coreografies breus, imatges projectades, entre d'altres. Ressalta també la bona feina Marta Carrasco en les la introducció de coreografies; també la fidelitat dels vestits d'època de Nina Pavlowsky; i per acabar també l'ambient d'agilitat en els canvis d'escenari de Jon Berrondo. Al final sentencià amb el següent:
| «                                                           | Llàstima que l'espectacle mostri el seu punt dèbil en alguns poques interpretacions. No em refereixo als nens […] Parlo de les encartonades figures de Salvador Valldaura i Eladi Farriols, entre d'altres. Enfront a elles, s'ha de destacar el gran paper que representa Rosa Novell i Anna Sahun; l'escena supèrbia del segon acte entre Novell i Enric Majó, magnífic, malgrat la primera aparició, com a amant Amadeu Riera. | » |
| — [Traducció del castellà] Joan-Anton Benach, La Vanguardia | |   |